# Bananafishbones
Die Bananafishbones sind eine 1987 gegründete deutsche Band aus Bad Tölz in Oberbayern. Zu ihren bekanntesten Hits gehören Lieder wie Easy Day, Come to Sin oder I Like a Lot.

## Geschichte
1987 gründeten Sebastian Horn (* 2. Dezember 1970), Florian Rein (* 27. Februar 1971) und Thomas Dill die Band und benannten sich nach dem Titel Bananafishbones von The Cure, der auf dem Album The Top (1984) zu finden ist, welcher seinen Namen nach der Kurzgeschichte A Perfect Day for Bananafish von Jerome D. Salinger erhielt.
Nachdem der Gitarrist Thomas Dill, genannt Toi, wegen eines Auslandsaufenthalts aussteigen musste, stieß 1991 Sebastians Bruder Peter Horn jr. (* 26. August 1961) dazu. Nach ersten Auftritten am Tölzer Gymnasium und im evangelischen Gemeindehaus der Stadt gewann das Trio bald einen Bandwettbewerb im benachbarten Wolfratshausen und machte sich mit zahlreichen Liveauftritten in den Clubs und auf den Bühnen des bayerischen Oberlandes ihren Namen als eine der besten Livebands der Region (Süddeutsche Zeitung).
1995 erschien (in Eigenproduktion) ihr erstes Album Grey Test Hits. Ein Jahr später erschien Easy Day, ein von Sebastians Bruder Hans Horn gedrehter, preisgekrönter Mini-Thriller, gedreht zwischen Sylvensteinsee, Oberbayern, und Eng, Österreich, in dem Franka Potente eine der Hauptrollen spielt. Der dazugehörige Soundtrack erschien 3 Jahre später als Easy Day EP. Deutschlandweit bekannt wurden die Bananafishbones 1998, als ihre Single Come to Sin in einem C&A-Werbespot verwendet wurde.
Sie trugen Songs zu den Soundtracks einiger deutscher Filmproduktionen bei, zum Beispiel Drei Chinesen mit dem Kontrabass (What an Ending exclusiv für den Soundtrack), Auf Herz und Nieren (Pow Wow aus dem Album A Town Called Seven und eine Coverversion des Talking-Heads-Hits Road to Nowhere als Singleauskopplung) oder Wer früher stirbt ist länger tot (Peter singt die Lieder Something’s Rising, What If, Out Of His Mind und Nowhere to be Found, Sebastian Big-a-Dog, Big-a-Bite, alle mit Gerd Baumann an der Gitarre). Bei der Filmreihe Die Wilden Kerle sind sie für große Teile des Soundtracks verantwortlich, wie auch beim Film Tödliche Verbindungen, bei dem sie zudem kleine Gastrollen spielten. Auch in der Die Wilden Kerle 3 waren sie als Countryband zusammen mit dem Darsteller einer der Hauptrollen Jimi Blue Ochsenknecht (Leon) an der Gitarre.  2007 spielten sie für Die drei Räuber das Räuberlied ein.
Ihre deutschsprachige Single 1. FC Sommer wurde durch Bayern 3 eine Hymne für die Fußball-Weltmeisterschaft 2006.
Beeinflusst werden die drei von Bands wie Ween, Giant Sand, Cake, Eels, Barenaked Ladies oder Talking Heads, sowie von Künstlern wie Elliott Smith, Woody Guthrie, Johnny Cash oder Robert Palmer, und sie legten zeitweise eine in Deutschland selten erlebte Live-Präsenz (mit rund 120 Konzerten im Jahr) an den Tag. Die Songs ihrer regulären Alben sind alle auf Englisch.
Außerdem veranstaltete die Band ab 2001 das jährlich stattfindende Musikfestival Hillside Festival in Bad Tölz. Dabei spielten sie 2006 ein großes kostenloses Konzert in der historischen Marktstraße, in der sie auch erstmals 1. FC Sommer live spielen.
Seit der Jahrtausendwende geben die Bananafishbones jährlich kurz vor Weihnachten ein Unplugged-Konzert im Kurhaus Bad Tölz.
Florian Rein ist zudem Mitglied und alleiniger Gründer der Band The Heimatdamisch, die in der Nachfolge von Global Kryner bekannte Hits aus Rock und Pop im Oberkrainer-Stil covern, auch Sebastian Horn war früher Mitglied. Das Debütalbum Highway to Oberkrain, noch mit Horn als Sänger, erschien 2015, das Nachfolgealbum Circus Oberkrain 2019. Umgekehrt war Rein früher Mitglied von Horns Band Dreiviertelblut auf den ersten beiden Alben Lieder vom Unterholz (2013) und Finsterlieder (2016), ehe Andi Haberl und später Flurin Mück seinen Platz einnahm.

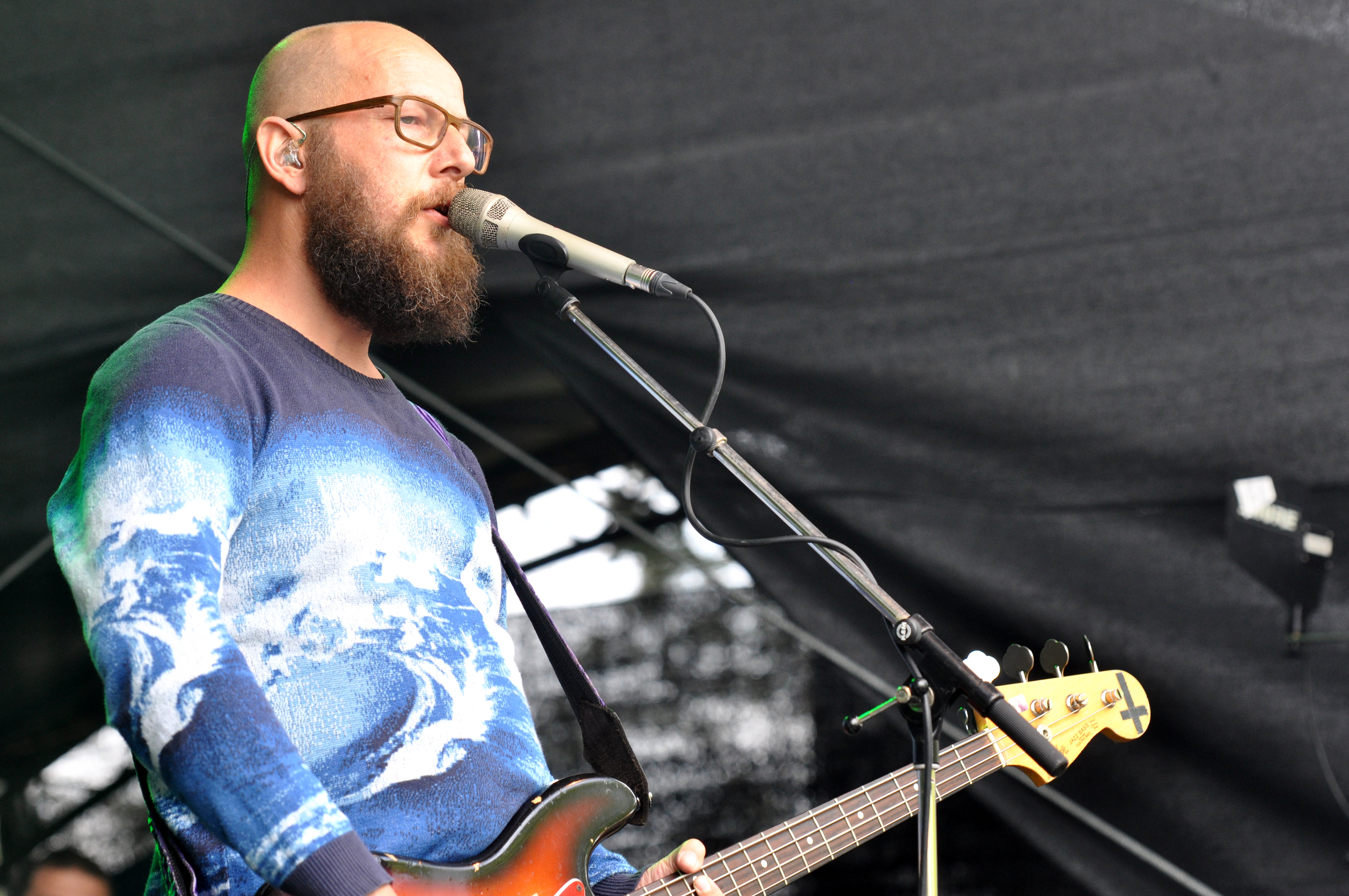
Sebastian Horn
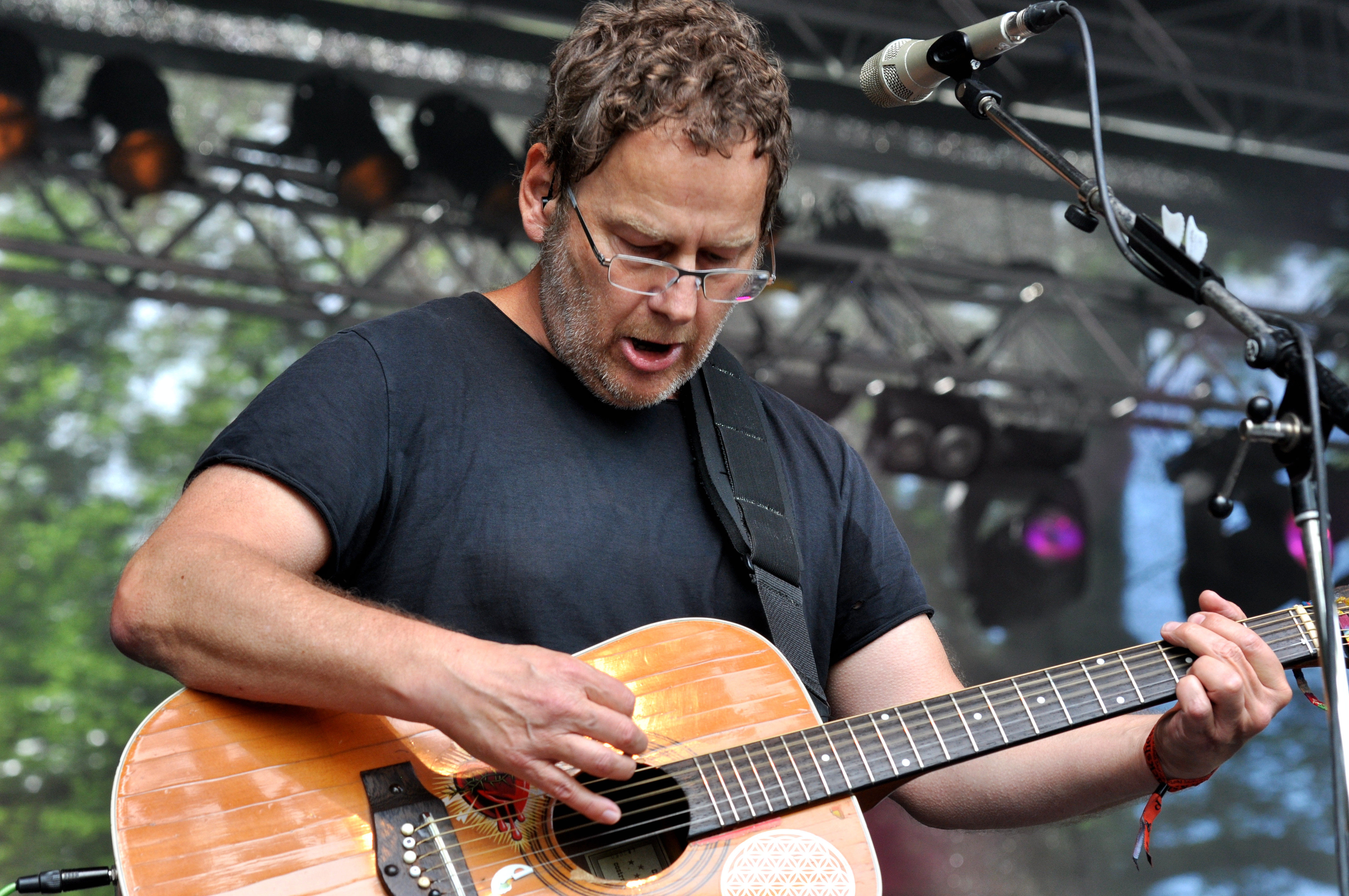
Peter Horn jun.
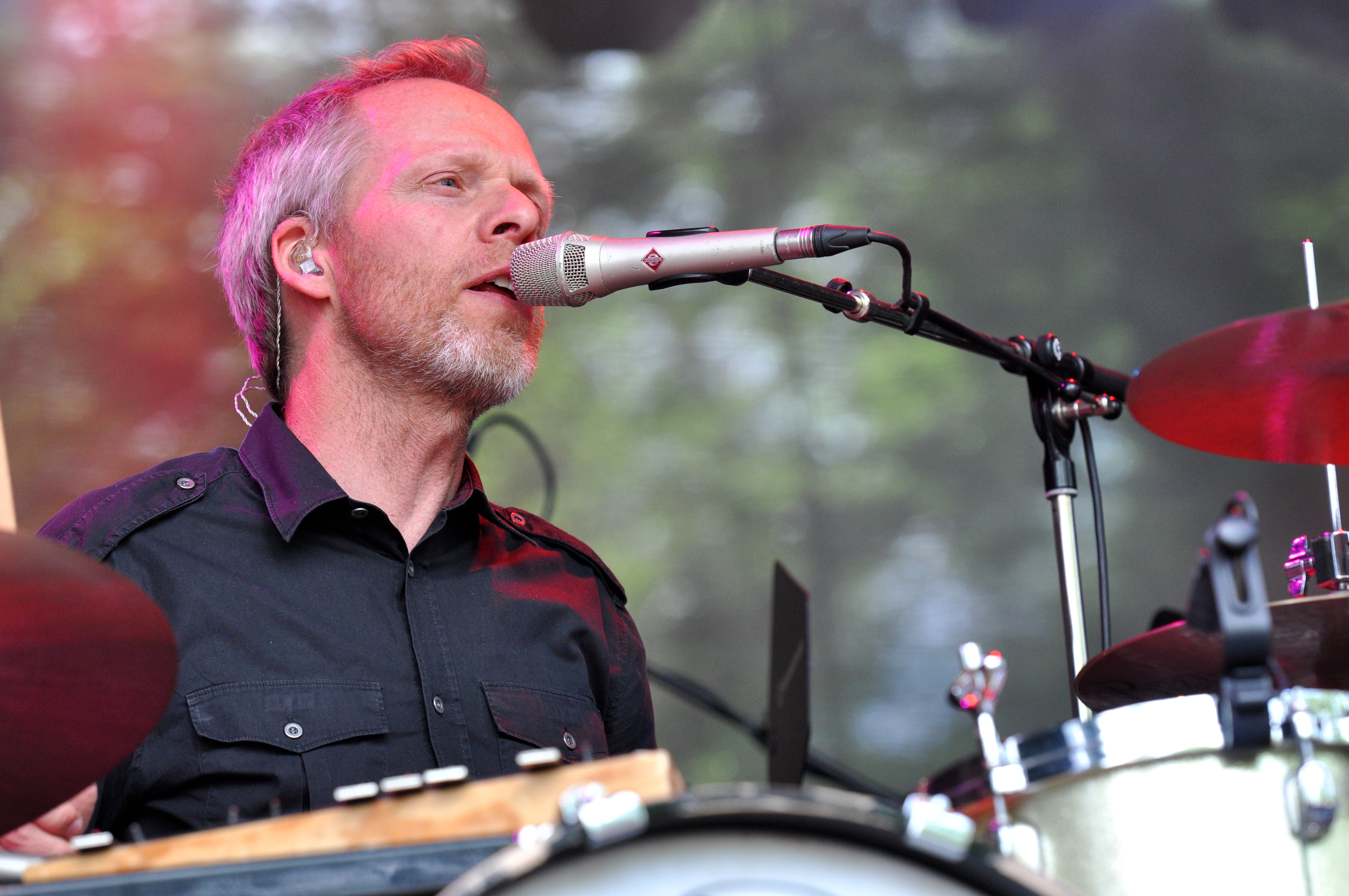
Florian Rein

## Diskografie

### Studioalben
| Jahr | Titel               | Höchstplatzierung, Gesamtwochen, AuszeichnungChartsChartplatzierungen (Jahr, Titel, Platzierungen, Wochen, Auszeichnungen, Anmerkungen) | Anmerkungen                              |
| Jahr | Titel               | DE | Anmerkungen                              |
| ---- | ------------------- | --- | ---------------------------------------- |
| 1995 | Grey Test Hits      | — | Erstveröffentlichung: 12. Juni 1995      |
| 1999 | Viva Conputa        | DE44 (17 Wo.)DE | Erstveröffentlichung: 15. März 1999      |
| 2000 | My Private Rainbow  | DE75 (1 Wo.)DE | Erstveröffentlichung: 11. September 2000 |
| 2002 | A Town Called Seven | — | Erstveröffentlichung: 6. Mai 2002        |
| 2004 | 36 m²               | — | Erstveröffentlichung: 1. März 2004       |
| 2007 | When You Pass By    | — | Erstveröffentlichung: 9. März 2007       |
| 2012 | 12 Songs In One Day | — | Erstveröffentlichung: 27. Januar 2012    |

### Livealben
- 1997: Live & Unplugged
- 2003: Live In Buchloe (mit Tölzer Stadtkapelle)
- 2015: Live & Unplugged im Tölzer Kurhaus

### Kompilationen
- 2013: Best Of 1998-2013

### Soundtracks
| Jahr | Titel                                                  | Höchstplatzierung, Gesamtwochen, AuszeichnungChartplatzierungen (Jahr, Titel, Platzierungen, Wochen, Auszeichnungen, Anmerkungen) | Höchstplatzierung, Gesamtwochen, AuszeichnungChartplatzierungen (Jahr, Titel, Platzierungen, Wochen, Auszeichnungen, Anmerkungen) | Anmerkungen                            |
| Jahr | Titel                                                  | DE | AT | Anmerkungen                            |
| ---- | ------------------------------------------------------ | --- | --- | -------------------------------------- |
| 2005 | Die Wilden Kerle 2                                     | DE63 (6 Wo.)DE | — | Erstveröffentlichung: 21. Februar 2005 |
| 2006 | Die Wilden Kerle 3 – Die Attacke der Biestigen Biester | DE59 (6 Wo.)DE | — | Erstveröffentlichung: 3. März 2006     |
| 2007 | Die Wilden Kerle 4 – Der Angriff der Silberlichten     | DE52 (5 Wo.)DE | AT49 (2 Wo.)AT | Erstveröffentlichung: 2. Februar 2007  |
| 2008 | DWK 5 – Die Wilden Kerle: Hinter dem Horizont          | DE99 (1 Wo.)DE | — | Erstveröffentlichung: 22. Februar 2008 |

Weitere Soundtracks
- 2003: Die Wilden Kerle – Alles ist gut, solange du wild bist!
- 2013: V8 – Du willst der Beste sein

### Singles
| Jahr | Titel Album              | Höchstplatzierung, Gesamtwochen, AuszeichnungChartplatzierungen (Jahr, Titel, Album, Platzierungen, Wochen, Auszeichnungen, Anmerkungen) | Höchstplatzierung, Gesamtwochen, AuszeichnungChartplatzierungen (Jahr, Titel, Album, Platzierungen, Wochen, Auszeichnungen, Anmerkungen) | Höchstplatzierung, Gesamtwochen, AuszeichnungChartplatzierungen (Jahr, Titel, Album, Platzierungen, Wochen, Auszeichnungen, Anmerkungen) | Anmerkungen                                           |
| Jahr | Titel Album              | DE | AT | CH | Anmerkungen                                           |
| ---- | ------------------------ | --- | --- | --- | ----------------------------------------------------- |
| 1998 | Come To Sin Viva Conputa | DE32 (14 Wo.)DE | AT26 (7 Wo.)AT | CH29 (13 Wo.)CH | Erstveröffentlichung: 16. November 1998               |
| 1999 | Easy Day –               | DE70 (9 Wo.)DE | — | — | Erstveröffentlichung: 10. Mai 1999 mit Franka Potente |

Weitere Singles
- 1996: Horse Gone EP
- 1999: Dinosaurs
- 2000: Glam
- 2000: Bum
- 2001: So What’s New? (mit Hugo Strasser und MC Matuschke)
- 2002: Smart
- 2002: Road to Nowhere
- 2003: Kids
- 2004: Snowflakes
- 2004: Ever
- 2006: 1. FC Sommer
- 2006: Big-a-Dog, Big-a-Bite (als John Ferdinand Woodstock & The Rebirth Experience)
- 2007: Dice

## Musicals
- 2009: Scuderi
- 2014: Bingo! Rico, Oskar und die Tieferschatten – Das Musical (nach dem gleichnamigen Kinderbuch von Andreas Steinhöfel), Buch mit CD, ISBN 978-3-551-27110-5
- 2016: Lieselotte und der verschwundene Apfelkuchen (Lieder zum gleichnamigen Kinderbuch von Alexander Steffensmeier)[2]